# Jean Galbert de Campistron
Jean Galbert de Campistron (6 august 1656 - 11 mai 1723), a fost un dramaturg francez. Născut la Toulouse, a ajuns de foarte tânăr la Paris, unde a devenit prieten loial cu Jean Racine. A fost ales membru al Academiei Franceze în 1701.  

## Scrieri
- 1683 -- Virginie
- 1684 -- Arminius
- 1685 -- Alcibiade
- 1685 -- Andronic
- 1686 -- Acis și Galatea ("Acis et Galatée")
- 1687 -- Ahile și Polixene ("Achille et Polixène")
- 1691 -- Tiridate.